# Ruda (gmina w guberni kieleckiej)
Ruda (od 1870 Zajączków) – dawna gmina wiejska istniejąca w XIX wieku w guberni kieleckiej. Siedzibą władz gminy była Ruda (obecnie Ruda Zajączkowska).
Za Królestwa Polskiego gmina Ruda należała do powiatu kieleckiego w guberni kieleckiej (utworzonej w 1867).
Gminę zniesiono w połowie 1870 roku i odtąd jednostka figuruje już pod nazwą gmina Zajączków.